# ДПП (NN)
«ДПП (nn) (Диалектика Переходного Периода из Ниоткуда в Никуда)» — книга Виктора Пелевина, авторский сборник, большую часть которого составляет пятый роман автора — «Числа», а остальное — связанные с ним по содержанию или смыслу повести и рассказы. Книга впервые издана в 2003 году. Это первый роман Пелевина после некоторого перерыва: предыдущий роман — «Generation «П»» — вышел в 1999 году.

## Состав сборника[1]
- Элегия 2

Мощь Великого
- Числа (роман)
- Македонская критика французской мысли (повесть)
- Один вог (рассказ)
- Акико (рассказ)
- Фокус-группа (рассказ)

Жизнь замечательных людей
- Гость на празднике Бон (рассказ)
- Запись о поиске ветра (рассказ)

## Сюжет

### Роман «Числа»
Роман «Числа» рассказывает о жизни советского мальчика Стёпы, прибегающего к помощи магии чисел. Сперва он выбрал в качестве числа-покровителя семёрку, но затем изменил свой выбор в пользу числа 34. Во-первых, семёрке «поклонялись» многие известные личности, и Стёпа оценивал свои шансы «быть услышанным» числом 7 как минимальные. Во-вторых, сумма 3 и 4 даёт ту же семёрку. Впоследствии, всегда руководствуясь своим числом и его особенностями, Стёпа стал предпринимателем, а в постсоветский период и очень успешным банкиром. Судьба сводит его и с проявлениями вражеского числа 43, которое является антиподом числа 34. И, что ещё хуже, Стёпа обнаружил, что другой российский банкир, в той же весовой категории и вращающийся в схожих кругах, выбрал число 43 в качестве своего личного покровителя. Встреча с этим человеком была предсказана ему задолго до того ясновидящей. Когда Стёпе исполняется 43 года, это обстоятельство приносит ему массу неприятностей, ставит его в крайне неудобные ситуации и подрывает баланс его внутреннего мира.
Произведение, как и многие другие романы Пелевина, пестрит параллелями с явлениями современной культуры. Например, Мюс Джулиановна (женщина Стёпы) отождествляет и себя, и его с покемонами, а сотрудник ФСБ отождествляет себя с джедаем.

### Прочие части сборника
«Элегия 2» содержит поэзию, в сборнике смотрящуюся прологом или эпиграфом к роману «Числа».
«Македонская критика французской мысли» является повестью, рассказывающей о деятельности упоминающегося в романе «Числа» человека, известного как Кика (Насых Насратуллаевич Нафиков). Прозвище получено от названия немецкого детского телеканала KI.KA. Кика был сыном нефтяного магната, на свой лад критиковал французскую философию, и создал в цехе башмачной фабрики под Парижем то, что один из полицейских впоследствии сравнил с какой-то эфиопской «Матрицей», съёмочной площадкой садомазохистского порноблокбастера, или той частью ада, которую у Данте не хватило бесстыдства описать.
Рассказ «Акико» описывает коммуникацию пользователя с веб-сайтом, специализирующегося на киберсексе, причём только ту часть диалогов, которая исходит с самого сайта. В рассказе упоминается «пятое главное управление» — проводится параллель с «пятым главным управлением по борьбе с терроризмом в интернете», в которое в конце романа «Числа» переходит из четвёртого управления сотрудник ФСБ Лебедкин.
Рассказ «Фокус-группа» повествует о первом опыте в загробном мире. С недавно умершими общается весело настроенное «Светящееся существо». Существо упоминает некоего человека с белыми чулочками и ослиными ушами на тесёмке — намёк на персонажа романа «Числа», умершего именно в таком виде.
В двух рассказах из раздела «Жизнь замечательных людей» — «Гость на празднике бон» и «Запись о поиске ветра» — речь идёт о восточной философии.

## Критика
- Лев Данилкин (1 сентября 2003). Господин Гексаграмм. Афиша Воздух. Архивировано 20 мая 2012. Дата обращения: 17 мая 2020.
- Лев Данилкин (15 сентября 2003). «Нет ничего слаще, чем дарить людям свободу». Лев Данилкин задает вопросы Виктору Пелевину. Афиша Воздух. Архивировано 18 мая 2021. Дата обращения: 17 мая 2020.
- Дмитрий Быков (7 сентября 2003). Обнаружен Пелевин. Огонёк №32. Архивировано 12 августа 2020. Дата обращения: 17 мая 2020.
- Владимир Ларионов, Арифметика Пелевина; Юлия Зартайская, ВП (кз), или Виктор Пелевин как зеркало…